# Unión Azapac
Unión Azapac är en ort i Mexiko.   Den ligger i kommunen Tecpatán och delstaten Chiapas, i den sydöstra delen av landet, 700 km öster om huvudstaden Mexico City. Unión Azapac ligger 286 meter över havet och antalet invånare är 138.
Terrängen runt Unión Azapac är kuperad. Runt Unión Azapac är det ganska glesbefolkat, med 42 invånare per kvadratkilometer. Närmaste större samhälle är Tecpatán, 16,4 km sydost om Unión Azapac. I omgivningarna runt Unión Azapac växer huvudsakligen savannskog.